# Chage and Aska
Chage  and Aska (チャゲ アンド アスカ), stylisé en CHAGE&ASUKA, est un duo de rock japonais formé des compositeurs-interprètes Shuuji « Chage » Shibata (en) et Shigeaki « Aska » Miyazaki (en), originaires de Fukuoka, actif de 1979 à 2009.
En 1979, ils se font connaître en remportant le concours Yamaha Popular Song Contest (en). Ils sont entre autres connus pour la chanson Say Yes (en), qui sert de générique d'ouverture pour la série télévisée Hyaku ikkai me no Propose (101st Proposal, titre en anglais). Hayao Miyazaki du Studio Ghibli a réalisé le clip vidéo de On Your Mark.
Ils sont également connus en Occident. Quelques-unes de leurs chansons ont été reprises par des artistes occidentaux, tels Maxi Priest, Boy George et Richard Marx. Leur musique a servi dans les bandes originales des films Street Fighter et Judge Dredd.